# Берилијум-оксид
Берилијум-оксид је неорганско хемијско једињење чија је хемијска формула BeO.

## Особине
Берилијум-оксид је бео, нерастворан прах. Са киселинама гради берилијумове соли, које су по особинама сличне магнезијумовим. Реагује и са растворима алкалних хидроксида. У реакцији са калијум-хидроксидом гради 4.
| Особина                  | Вредност |
| ------------------------ | -------- |
| Партициони коефицијент ( | -0,0     |
| Растворљивост (logS, log(mol/L))        | 0,9      |
| Поларна површина (PSA, Å2)  | 17,1     |

## Добијање
Може се добити жарењем метала или нитрата на ваздуху, али се најчешће добија из берила.